# فهرست شهرهای قطر
فهرست شهرهای قطر عبارتند از:
| شهرهای قطر |                       |                                    |              |              |              |                |
| رتبه       | نام                   | نام                                | جمعیت        | جمعیت        | جمعیت        | استان (۲۰۰۴)   |
| رتبه       | نام به فارسی          | نام به عربی‌                        | سرشماری ۱۹۹۷ | سرشماری ۲۰۰۴ | سرشماری ۲۰۱۰ | استان (۲۰۰۴)   |
| ۱.         | دوحه                  | (به عربی: الدوحة)                  | ۲۶۴٫۰۰۹      | ۳۳۹٫۸۴۷      | ۵۲۱٫۲۸۳      | دوحه           |
| ۲.         | الریان                | (به عربی: الریان)                  | ۱۳۷٫۹۹۹      | ۱۹۵٫۵۸۱      | ۳۹۲٫۴۲۸      | الریان         |
| ۳.         | منطقه صنعتی الریان    | (به عربی: الریان المنطقة الصناعیة) | ۲۳٫۴۵۴       | ۶۲٫۶۱۲       | ۲۶۰٫۷۲۶      | دوحه           |
| ۴.         | الذخیره               | (به عربی: الذخیرة)                 | ۷٫۸۶۳        | ۱۳٫۵۱۱       | ۱۲۸٫۵۷۴      | الخور          |
| ۵.         | الخور                 | (به عربی: الخور)                   | ۹٫۹۳۰        | ۱۸٫۰۳۶       | ۸۰٫۲۲۰       | الخور          |
| ۶.         | الوکره                | (به عربی: الوکرة)                  | ۲۰٫۲۰۵       | ۲۶٫۹۹۳       | ۷۹٫۴۵۷       | الوکره         |
| ۷.         | ام صلال               | (به عربی: أم صلال)                 | ۱۵٫۹۳۵       | ۲۵٫۴۱۳       | ۶۰٫۵۰۹       | ام صلال        |
| ۸.         | الشحانیه              | (به عربی: الشحانیة)                | ۶٫۸۵۲        | ۸٫۳۸۰        | ۳۵٫۳۹۳       | الریان         |
| ۹.         | ام سیعید              | (به عربی: مسیعید)                  | ۷٫۴۲۴        | ۱۲٫۶۱۱       | ۳۵٫۱۵۰       | ام سیعید       |
| ۱۰.        | الخیسه                | (به عربی: الخیسة)                  | ۲٫۴۵۷        | ۶٫۱۹۲        | ۲۴٫۷۲۲       | ام صلال        |
| ۱۱.        | الوکیر                | (به عربی: الوکیر)                  | ۳٫۹۴۸        | ۴٫۴۰۰        | ۲۲٫۴۵۹       | الوکره         |
| ۱۲.        | دخان                  | (به عربی: دخان)                    | ۵٫۲۹۹        | ۶٫۱۱۷        | ۱۱٫۵۲۰       | الجمیلیه       |
| ۱۳.        | ابونخله               | (به عربی: أبو نخلة)                | ۱٫۴۶۹        | ۶٫۲۸۷        | ۱۱٫۳۳۳       | الریان         |
| ۱۴.        | ام باب                | (به عربی: أم باب)                  | ۱٫۸۲۹        | ۱٫۲۸۷        | ۶٫۱۹۴        | الجمیلیه       |
| ۱۵.        | روضه راشد             | (به عربی: روضة راشد)               | ۲٫۶۴۰        | ۴٫۷۶۲        | ۶٫۰۴۶        | جریان البطنه   |
| ۱۶.        | الرویس (مدینه الشمال) | (به عربی: الرویس)                  | ۲٫۴۵۶        | ۲٫۹۵۱        | ۴٫۹۹۶        | الشمال (استان) |
| ۱۷.        | الغویریه              | (به عربی: الغویریة)                | ۱٫۷۱۶        | ۲٫۱۵۹        | ۴٫۸۳۴        | الغویریه       |
| ۱۸.        | شقرا                  | (به عربی: شقرا)                    | ۳۳           | ۵۴           | ۳٫۸۷۴        | الوکره         |
| ۱۹.        | فویرط                 | (به عربی: فویرط)                   | ۹۸۲          | ۱٫۳۸۵        | ۱٫۹۷۰        | الشمال (استان) |
| ۲۰.        | الجمیلیه              | (به عربی: الجمیلیة)                | ۱٫۳۰۳        | ۱٫۳۶۷        | ۱٫۷۰۶        | الجمیلیه       |
| ۲۱.        | الکرعانه              | (به عربی: الکرعانة)                | ۱٫۰۳۱        | ۱٫۰۷۲        | ۱٫۵۶۷        | جریان البطنه   |
| ۲۲.        | ابو سمرا              | (به عربی: أبو سمرة)                | ۶۸۳          | ۷۸۶          | ۱٫۰۶۵        | جریان البطنه   |
| ۲۳.        | العطوریه              | (به عربی: العطوریة)                | ۹۱۵          | ۹۳۹          | ۱٫۰۶۰        | الجمیلیه       |
| ۲۴.        | النصرانیه             | (به عربی: النصرانیه)               | ۴۹۰          | ۵۹۳          | ۱٫۰۴۳        | الجمیلیه       |
| ۲۵.        | الزباره               | (به عربی: الزبارة)                 | ۶۲۱          | ۵۷۹          | ۱٫۰۰۹        | الشمال         |
| ۲۶.        | سودا نثیل             | (به عربی: سودا نثیل)               | ۱۶۷          | ۲۲۲          | ۲۹۰          | جریان البطنه   |
| ۲۷.        | الخراره               | (به عربی: الخرارة)                 | ۱۳۰          | ۱۷۳          | ۲۲۶          | جریان البطنه   |
| ۲۸.        | خور العدید            | (به عربی: خور العدید)              | ۹۱           | ۱۲۱          | ۱۵۸          | جریان البطنه   |